# Mycena aciculata
Mycena aciculata är en svampart som först beskrevs av A.H. Sm., och fick sitt nu gällande namn av Desjardin & E. Horak 2002. Enligt Catalogue of Life ingår Mycena aciculata i släktet Mycena,  och familjen Mycenaceae, men enligt Dyntaxa är tillhörigheten istället släktet Mycena,  och familjen Favolaschiaceae. Arten är reproducerande i Sverige. Inga underarter finns listade i Catalogue of Life.